# Marcita

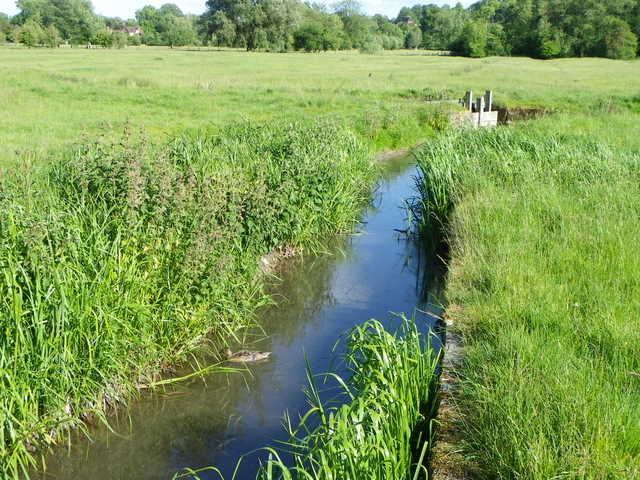
Marcita

La marcita è una tecnica colturale caratteristica della Pianura Padana, della Svizzera e della Gran Bretagna, impiantata per la prima volta nelle grange, grandi aziende agricole di proprietà delle abbazie. Consiste nell'utilizzo dell'irrigazione a gravità effettuata utilizzando l'acqua proveniente dalle risorgive anche nella stagione invernale. Nella stagione estiva i prati vengono irrigati periodicamente, mentre in quella invernale sono irrigati in modo continuato.
L'acqua di risorgiva, che generalmente sgorga per tutto l'anno ad una temperatura costante compresa fra i 9 °C (in inverno) e i 14 °C (in estate), viene mantenuta in continuo movimento dalla conformazione dolcemente declinante del terreno, impedendo in questo modo che il suolo ghiacci; lo sviluppo della vegetazione prosegue così anche durante l'inverno, rendendo possibile effettuare annualmente almeno sette tagli di foraggio (ma spesso anche nove), contro i 4-5 ottenuti dalla coltivazione del migliore prato stabile.

## Storia
Il nome di marcita deriva dall'antica consuetudine di lasciare l'ultimo taglio invernale a "marcire" nel prato irriguo.
Non è noto chi abbia inventato la tecnica della marcita; tuttavia si attribuisce comunemente ai monaci provenienti dalla Francia, in particolare Cistercensi il merito di aver contribuito grandemente alla sua diffusione nelle campagne del nord Italia. L'utilizzo delle marcite permetteva ai contadini di alimentare il bestiame a partire da fine febbraio con erbe fresche, ottenendo rese di latte e derivati del latte che primeggiavano in Europa. Nel territorio del Comune di Norcia in Umbria, a pochi chilometri dalla città, si trova un esempio di marcite, in uso ancora fino ad alcuni decenni addietro, ed oggi trasformate in area naturalistica; la tradizione locale di Norcia ne attribuisce l'invenzione ai monaci benedettini.
Secondo la tradizione, il primo taglio del foraggio veniva effettuato a fine febbraio/inizio marzo; il secondo intorno a metà aprile; il terzo taglio di fine maggio, detto maggengo, consisteva nel 25% circa dell'intera produzione annuale. Seguivano il quarto taglio (detto agostano) a fine luglio, il quinto (detto terzuolo) a fine agosto, il sesto fra la fine di settembre e l'inizio di ottobre e l'ultimo fra la fine di novembre e la metà di dicembre.

## Struttura e funzionamento
Il funzionamento della coltivazione delle marcite è estremamente semplice, ma allo stesso tempo arduo da realizzare, poiché richiede tecniche idrologiche avanzate e precise. Sostanzialmente un prato può dirsi coltivato a marcite quando è percorso uniformemente da un velo d'acqua in costante movimento, che generalmente deborda da una roggia di alimentazione a fondo cieco adiacente alla coltivazione.
Per consentire la distribuzione ed il movimento uniforme dell'acqua, il terreno dev'essere caratterizzato da una pendenza leggera ed omogenea; dal lato opposto rispetto alla roggia di alimentazione dev'essere situata una roggia drenante, a mo' di grondaia. L'acqua così raccolta può essere nuovamente impiegata per irrigare un campo posto più a valle; il meccanismo può ripetersi sino a che le acque non saranno divenute troppo scarse, o fredde, per consentirne un ulteriore sfruttamento a fini colturali.

## Evoluzione attuale
Nel corso del XX secolo le colture a marcita sono state abbandonate a favore della coltura industriale del mais, più redditizia. Contemporaneamente nella pratica di allevamento, il mangime si sta spostando dal foraggio agli insilati di mais. Questo progressivo mutamento ha decretato anche l'abbandono della maggior parte dei fontanili della Pianura Padana, mettendo peraltro a rischio numerose specie animali e vegetali che vi trovano il proprio habitat naturale.
Oggi le marcite son sempre più rare, tuttavia in alcune zone è in atto una risistemazione di fontanili e rogge in modo da continuare la pratica delle marcite che vengono salvaguardate dagli organi competenti. Esse sono oggetto di tutela per preservare un patrimonio ed una pratica secolare. Per esempio nel Parco agricolo Sud Milano sono presenti 41 marcite salvaguardate dal parco. Molte ex-marcite si sono trasformate in prato stabile dove viene praticata una falciatura trimestrale.